# Montmort
Pour les articles homonymes, voir Montmort (homonymie).
Ne doit pas être confondu avec Montmort-Lucy.
Montmort est une commune française située dans le département de Saône-et-Loire, en région Bourgogne-Franche-Comté.

## Géographie

### Climat
Pour des articles plus généraux, voir Climat de la Bourgogne-Franche-Comté et Climat de Saône-et-Loire.
En 2010, le climat de la commune est de type climat océanique dégradé des plaines du Centre et du Nord, selon une étude du Centre national de la recherche scientifique s'appuyant sur une série de données couvrant la période 1971-2000. En 2020, Météo-France publie une typologie des climats de la France métropolitaine dans laquelle la commune est exposée à un climat océanique altéré et est dans la région climatique Centre et contreforts nord du Massif Central, caractérisée par un air sec en été et un bon ensoleillement.
Pour la période 1971-2000, la température annuelle moyenne est de 10,5 °C, avec une amplitude thermique annuelle de 16,6 °C. Le cumul annuel moyen de précipitations est de 996 mm, avec 13,2 jours de précipitations en janvier et 7,9 jours en juillet. Pour la période 1991-2020, la température moyenne annuelle observée sur la station météorologique de Météo-France la plus proche, « Cressy », sur la commune de Cressy-sur-Somme à 18 km à vol d'oiseau, est de 12,0 °C et le cumul annuel moyen de précipitations est de 915,9 mm. 
La température maximale relevée sur cette station est de 41,1 °C, atteinte le 24 juillet 2019 ; la température minimale est de −22 °C, atteinte le 16 janvier 1985,,.
Les paramètres climatiques de la commune ont été estimés pour le milieu du siècle (2041-2070) selon différents scénarios d'émission de gaz à effet de serre à partir des nouvelles projections climatiques de référence DRIAS-2020. Ils sont consultables sur un site dédié publié par Météo-France en novembre 2022.

## Urbanisme

### Typologie
Au 1er janvier 2024, Montmort est catégorisée commune rurale à habitat très dispersé, selon la nouvelle grille communale de densité à sept niveaux définie par l'Insee en 2022.
Elle est située hors unité urbaine et hors attraction des villes,.

### Occupation des sols
L'occupation des sols de la commune, telle qu'elle ressort de la base de données européenne d’occupation biophysique des sols Corine Land Cover (CLC), est marquée par l'importance des territoires agricoles (80,1 % en 2018), en diminution par rapport à 1990 (82 %). La répartition détaillée en 2018 est la suivante : prairies (70,1 %), forêts (19,1 %), zones agricoles hétérogènes (10 %), zones urbanisées (0,8 %). L'évolution de l’occupation des sols de la commune et de ses infrastructures peut être observée sur les différentes représentations cartographiques du territoire : la carte de Cassini (XVIIIe siècle), la carte d'état-major (1820-1866) et les cartes ou photos aériennes de l'IGN pour la période actuelle (1950 à aujourd'hui).

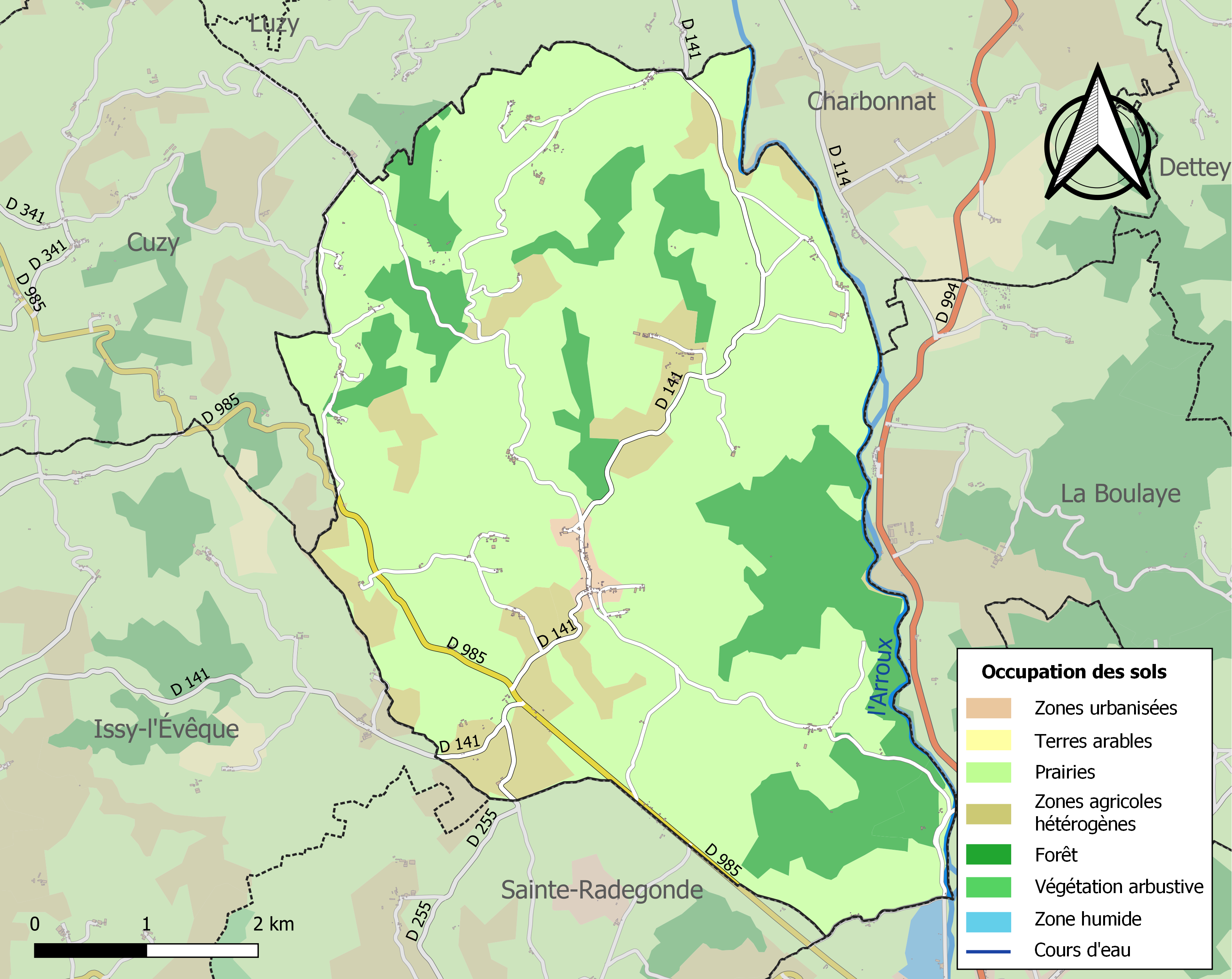
Carte des infrastructures et de l'occupation des sols de la commune en 2018 (CLC).

## Toponymie
Montmort de « mons mauri », mont sombre ou noir.

## Histoire
Jules César aurait battu les Helvètes en 58 av. J.-C. à Montmort. Le site de la bataille se situerait dans la vallée de l'Arroux près du hameau d'Armecy. Les quelques sondages archéologiques effectués ne restent pas probants.
La famille Loppin de Montmort, sont seigneurs de cette paroisse avant la Révolution, ils ont une partie des dîmes. L'abbesse de l'abbaye Sainte-Marie de Saint-Jean-le-Grand d'Autun nomme au bénéfice, elle possède une partie des dîmes, l'autre revenant à monsieur le curé.
Le chœur de l'église romane, surmonté du clocher, a été construit au XIe siècle. L'église actuelle résulte de l'agrandissement du XIIIe siècle. Ancienne chapelle du château, devenue église paroissiale, elle est dédiée à saint Bonnet.
La mairie-école, conçue par l'architecte Charles Galland d'Issy-l'Évêque, terminée en 1907, représente le bâtiment scolaire typique de cette époque avec ses deux classes en ailes.

## Politique et administration
| Période                                  | Période      | Identité          | Étiquette | Qualité |
| ---------------------------------------- | ------------ | ----------------- | --------- | ------- |
| Les données manquantes sont à compléter. |              |                   |           |         |
| ?                                        | août 1839    | Emiland Guillemin |           |         |
| septembre 1839                           | octobre 1846 | Etienne Duverne   |           |         |
| novembre 1846                            | ?            | François Trahand  |           |         |
| 1950                                     |              | Simon Richard     |           |         |
| 1960                                     |              | Pierre Bourdiau   |           |         |
| avant 1988                               | ?            | Lucien Vergniaud  | PS        |         |
| juin 1995                                | En cours     | Bernard Dufraigne |           |         |

## Démographie
L'évolution du nombre d'habitants est connue à travers les recensements de la population effectués dans la commune depuis 1793. Pour les communes de moins de 10 000 habitants, une enquête de recensement portant sur toute la population est réalisée tous les cinq ans, les populations de référence des années intermédiaires étant quant à elles estimées par interpolation ou extrapolation. Pour la commune, le premier recensement exhaustif entrant dans le cadre du nouveau dispositif a été réalisé en 2005.

En 2022, la commune comptait 186 habitants, en évolution de +2,2 % par rapport à 2016 (Saône-et-Loire : −1,06 %, France hors Mayotte : +2,11 %).
| 1793 | 1800 | 1806 | 1821 | 1831 | 1836 | 1841 | 1846 | 1851 |
| ---- | ---- | ---- | ---- | ---- | ---- | ---- | ---- | ---- |
| 795  | 686  | 637  | 869  | 894  | 817  | 802  | 750  | 679  |

| 1856 | 1861 | 1866 | 1872 | 1876 | 1881 | 1886 | 1891 | 1896 |
| ---- | ---- | ---- | ---- | ---- | ---- | ---- | ---- | ---- |
| 734  | 691  | 673  | 692  | 693  | 726  | 745  | 725  | 694  |

| 1901 | 1906 | 1911 | 1921 | 1926 | 1931 | 1936 | 1946 | 1954 |
| ---- | ---- | ---- | ---- | ---- | ---- | ---- | ---- | ---- |
| 699  | 678  | 660  | 626  | 556  | 537  | 502  | 439  | 423  |

| 1962 | 1968 | 1975 | 1982 | 1990 | 1999 | 2005 | 2006 | 2010 |
| ---- | ---- | ---- | ---- | ---- | ---- | ---- | ---- | ---- |
| 380  | 332  | 292  | 271  | 220  | 183  | 177  | 179  | 207  |

| 2015 | 2020 | 2022 | - | - | - | - | - | - |
| ---- | ---- | ---- | - | - | - | - | - | - |
| 186  | 186  | 186  | - | - | - | - | - | - |

## Culture locale et patrimoine

### Personnalités liées à la commune
- Antoine Marie Bard (1759-1837), général des armées de la République, né à Montmort et décédé à Toulon-sur-Arroux.
- Claude Bernard Loppin de Montmort, marquis de Montmort, marquis de La Boulaye, maréchal de camp français de la Restauration.

Armes de la famille Loppin de Montmort

### Héraldique
| Blason de Montmort | Blason  | D'azur à deux bandes ondées abaissées d'argent, accompagnée en chef à senestre d'une croix ancrée d'or ; au franc-quartier d'or chargé d'un crosseron de gueules. |
| Blason de Montmort | Détails | Le statut officiel du blason reste à déterminer. |

## Pour approfondir